# Las Hoyas
Las Hoyas es un yacimiento paleontológico situado en el término municipal de La Cierva, muy cerca de la ciudad de Cuenca (en la provincia del mismo nombre), Castilla-La Mancha (España).
Está datado en el Barremiense (periodo Cretácico Inferior, y pertenece al tipo de yacimientos denominados Konservat-Lagerstätte que son aquellos que permiten una muy buena conservación del ecosistema que los formó. En concreto, Las Hoyas está conformado por formaciones de calizas litográficas que guardan en su interior los restos fosilizados que se formaron en el fondo de una laguna de agua dulce en lo que, por entonces, era una isla en un archipiélago del mar de Tetis.
Con el descubrimiento del yacimiento de Lo Hueco; la provincia de Cuenca se configura como una de las más importantes zonas de estudio del Cretácico.
El yacimiento fue declarado Bien de Interés Cultural en la categoría «zona paleontológica» el 15 de marzo de 2016. Asimismo, está declarado como «Lugar de interés geológico español de relevancia internacional» (Geosite) por el Instituto Geológico y Minero de España, con la denominación «FC007: Yacimiento de Las Hoyas», dentro de la categoría «Fósiles e icnofósiles del Cretácico Inferior de la Península Ibérica». En 2022 fue considerado por la National Geographic Society como uno de los 17 yacimientos paleontológicos más importantes de la península ibérica.

## El ecosistema de Las Hoyas
El yacimiento de Las Hoyas presenta los restos de un humedal subtropical del Cretácico inferior, marcado por una fuerte estacionalidad. Este ambiente presenta características transicionales entre 
los humedales forestales propios del Paleozoico y los modernos humedales cubiertos por angiospermas herbáceas acuáticas y por extensas masas de tapices de algas.
El ecosistema de Las Hoyas presenta una gran diversidad de plantas y animales que lo habitaron anual o estacionalmente. Los ambientes acuáticos estuvieron dominados por plantas carófitas, angiospermas primitivas (Montsechia vidalii, Ranunculus ferrerii y Proteaephyllum) y tapices de algas, diversos crustáceos (ostrácodos, peracáridos y decápodos), gran cantidad de peces (que presentan la mayor cantidad de fósiles del yacimiento) estructurados en nicho pertenecientes a tres niveles de profundidad (superficie, nectos y bentos), tortugas, gusanos oligoquetos acuáticos (tubifícidos) e insectos tanto acuáticos (heterópteros de la familia Belostomatidae, coleópteros acuáticos) como semiacuáticos (chresmódidos). Asimismo en estos ambientes acuáticos también aparecen animales semiacuáticos tales como salamandras y cocodrilos (Bernissartia y Goniopholis).
Por su parte los ambientes terrestres estaban dominados por bosques de coníferas (Brachyphyllum, Pagiophyllum, Sphenolepis, Cupressinocladus, Frenelopsis), cicadáceas, bennettitales y helechos, que podían llegar a formar un paisaje abierto de densa cobertera herbácea, similar a las sabanas modernas. Estas comunidades vegetales fueron afectadas por incendios estacionales, al igual que sucede en ls ecosistemas subtropicales estacionales modernos. Los insectos terrestres están representados por termitas, cucarachas, grillos, dípteros, neurópteros y una exuberante diversidad de coleópteros, entre otros. En cuanto a los vertebrados los cocodrilos son los más abundantes, especialmente los Gobiosúquidos; compartiendo hábitat con albanerpetóntidos, diversas especies de lagartos (Meyasaurus diazromerali, Hoyalacerta sanzi, Scandensia ciervensis, Jucaraseps grandipes), enantiornitas primitivas (Iberomesornis, Concornis y Eoalulavis), el mamífero Spinolestes, algunas especies de dinosaurios (Pelecanimimus, Concavenator, Mantellisaurus) y el pterosaurio Europejara.

## Estado de conservación

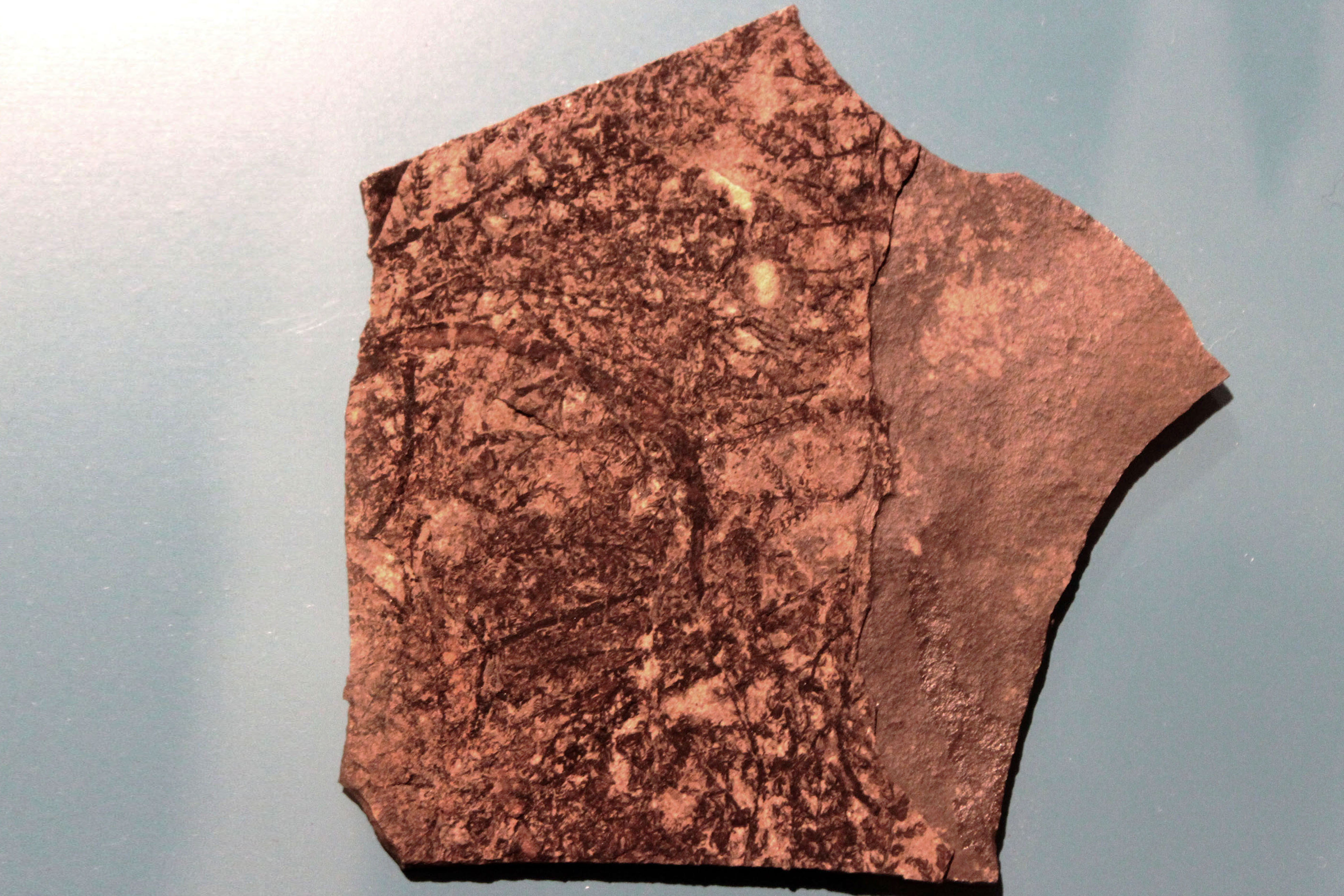
Fósil de Montsechia vidalii proveniente del yacimiento de Las Hoyas, Serranía de Cuenca. Museo de Ciencias naturales de Valencia, Comunidad valenciana, España.

Los fósiles de este yacimiento presentan un alto grado de conservación gracias a las condiciones del ecosistema que permitieron la fosilización de estos restos. Los fósiles no muestran trazas de transporte; los elementos no muestran ningún tipo de abrasión y, en su gran mayoría, se conservan articulados (las plantas en menor grado), lo que indica que son autóctonos o que se produjeron próximos a su lugar de enterramiento. Aproximadamente, se estima que entre el 70 y el 80% de los esqueletos están articulados.
Es fácil encontrar esqueletos de pequeños animales, restos del recubrimiento de la piel de determinados animales e impresiones de plantas. Entre los peces se conocen ejemplares juveniles de gran parte de los taxones presentes en el yacimiento; en algunos casos, forman niveles de mortalidad en masa, con cientos de individuos en un mismo nivel, y, en otros, ayudan a reconstruir series que muestran el modo de crecimiento de algunos de estos peces. Lo mismo sucede con los artrópodos, entre cuyos restos se han hallado distintos estadios de desarrollo de una misma especie, desde el estadio larvario hasta el estadio adulto; otras características de estos fósiles son los impresiones del patrón de coloración original de las alas o de finas partes como las antenas.

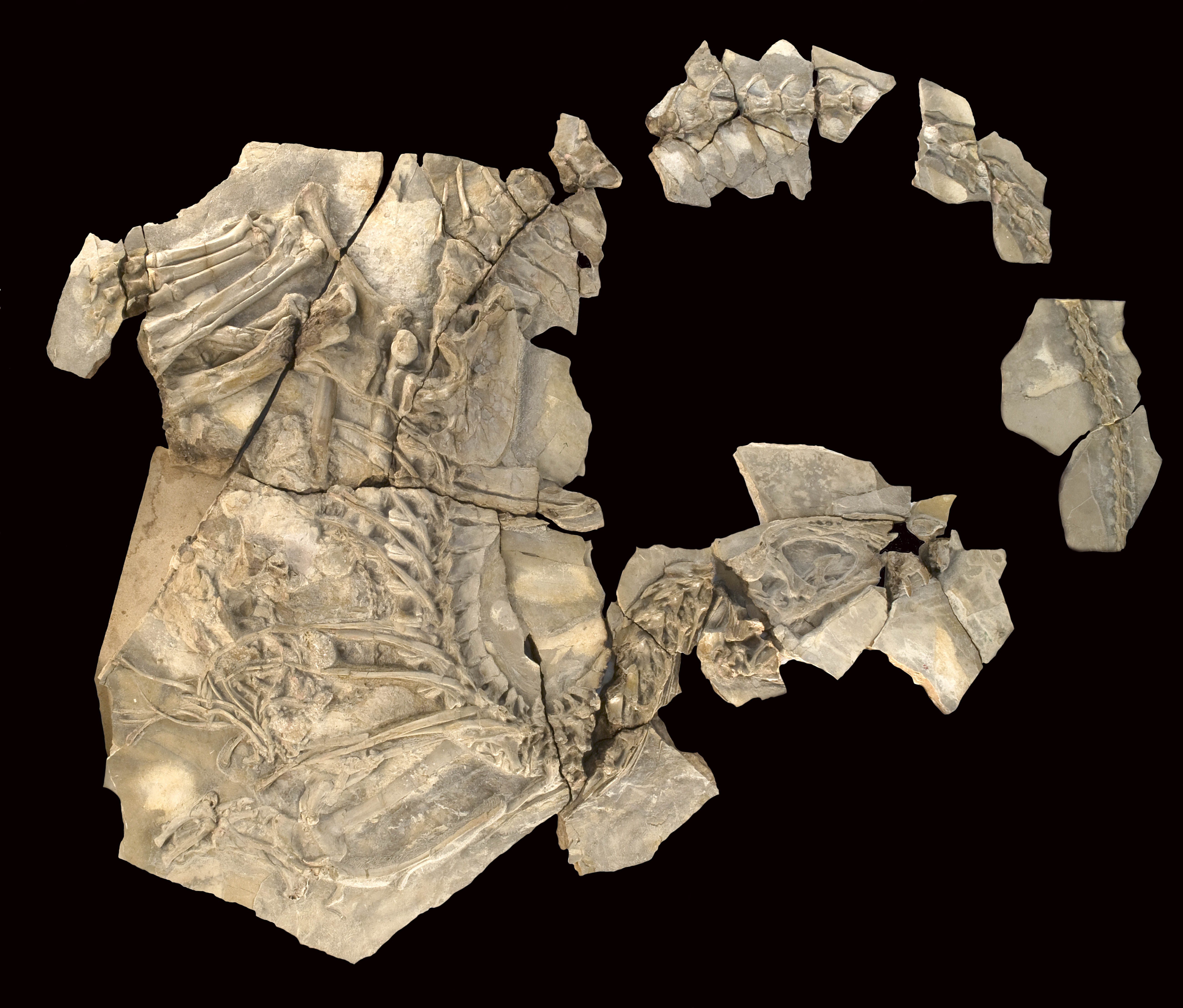
Fósil del dinosaurio carnívoro Concavenator corcovatus, encontrado en Las Hoyas (Cuenca). El fósil representa el ejemplar más completo conocido de un terópodo carcarodontosaurio.

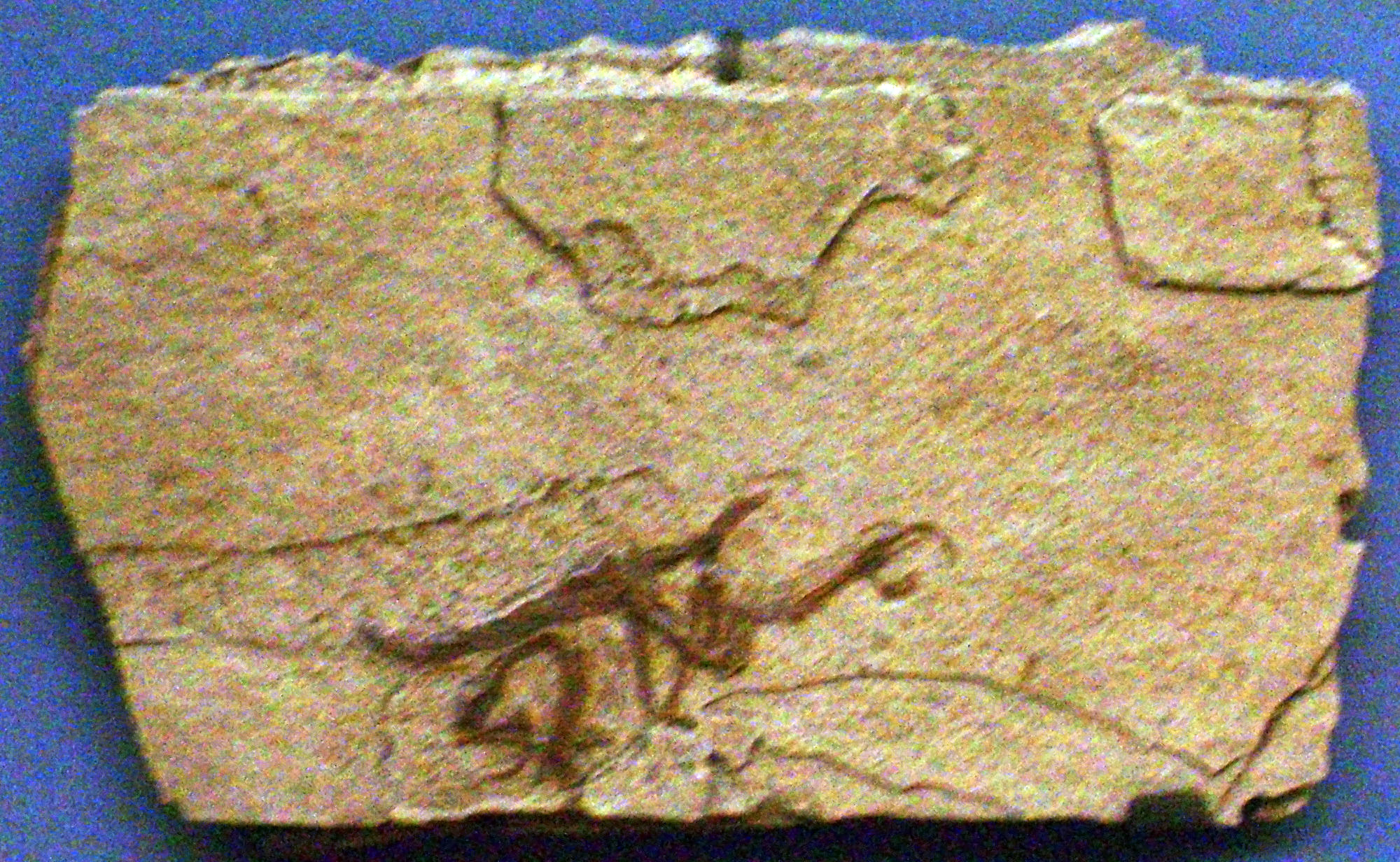
Réplica del fósil de Iberomesornis romerali. Muséum national d'histoire naturelle, París.

En los fósiles de dinosaurios avianos y no avianos se han encontrado algunas muestras de tejidos blandos o difíciles de conservar. El primer dinosaurio ornitomímido descrito en Europa, Pelecanimimus polyodon, muestra algunos caracteres como la presencia de un alto número de dientes en la mandíbula e impresiones, así como marcas de piel que indican la presencia de una pequeña cresta de queratina en lo alto de la cabeza y un saco gular, similar al de los pelícanos actuales. El ejemplar de Concavenator corcovatus muestra impresiones de una piel escamosa en la parte inferior de su cola y los pies, así como puntos de anclaje para plumas en los huesos de las extremidades superiores. Por su parte, entre las aves encontradas hay desde ejemplares articulados a los que les falta el cráneo hasta restos aislados, plumas o incluso polluelos. Gracias a esto se sabe que Eoalulavis, el ave conocida más antigua en presentar álula, poseía una mayor capacidad de frenado durante el vuelo, que habría aumentado sus habilidades de maniobrar y de control durante el aterrizaje.
Debido a estas condiciones de preservación, el yacimiento de Las Hoyas se considera de importancia similar a la de los yacimientos de Yixian en China, o de Messel en Alemania; Las Hoyas es uno de los pocos yacimientos paleontológicos del mundo que ofrece una visión tan completa de un ecosistema desaparecido, permitiendo la preservación de restos de gran fragilidad, difíciles de conservar, o el hallazgo de diferentes etapas vitales de una sola especie.

## Las excavaciones
El yacimiento de Las Hoyas se lleva estudiando desde hace varias décadas por investigadores de la Universidad Autónoma de Madrid en colaboración con el Museo de las Ciencias de Castilla-La Mancha (responsable último de las colecciones paleontológicas de la región). Cada año en verano se hace una campaña de prospección y los restos hallados son posteriormente analizados en el laboratorio. El total de especímenes extraídos abarca varios cientos y sólo una pequeña parte han completado su análisis y han sido publicados por lo que es probable que en el futuro se incremente el número de nuevas especies identificadas en Las Hoyas.